# Carretera de McMurdo al Polo Sur
La carretera de McMurdo al Polo Sur (en inglés: South Pole Traverse o McMurdo–South Pole Highway) es una ruta de nieve compactada de aproximadamente 1601 km de largo ubicada en la Antártida, que vincula las bases de Estados Unidos McMurdo, ubicada en la isla de Ross sobre la costa, y Amundsen-Scott del Polo Sur. Fue construida  nivelando la nieve y rellenando las grietas, pero no está pavimentada. La ruta está marcada con banderas.

## Descripción de la ruta

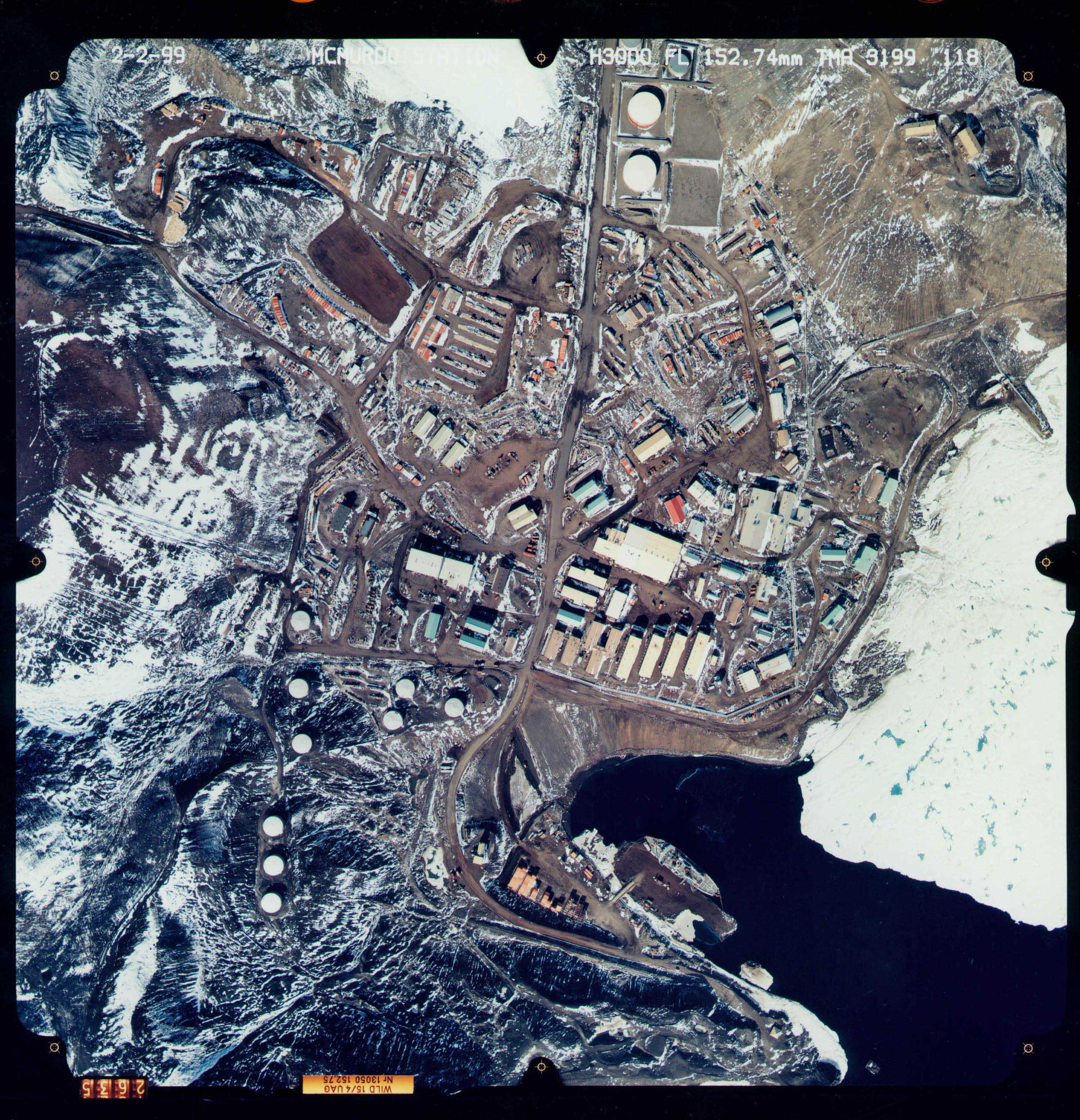
Foto satelital de la Base McMurdo con la carretera al Polo Sur al centro.

Después de cuatro años de desarrollo el camino fue puesto operacional para los tractores Caterpillar y Case Corporation que tiran de los trineos especializados para suministrar combustible y carga a la base del Polo Sur, en un viaje de unos 40 días. El viaje de regreso a la base McMurdo, con menos combustible y carga, es sustancialmente más rápido. La construcción se inició durante la temporada de verano austral 2002-2003 y fue terminada en el verano austral 2005-2006.
La barrera de hielo McMurdo y la meseta Antártica son relativamente estables. La mayoría de las grietas se producen en la estrecha zona de fricción de acantilados entre ambas, donde la carretera se eleva a más de 2000 m s. n. m. Este tramo de la carretera necesita mantenimiento cada temporada. La sección causó mucho más trabajo de construcción de lo previsto, debido a que las capas de hielo son propensas a moverse.

## Historia

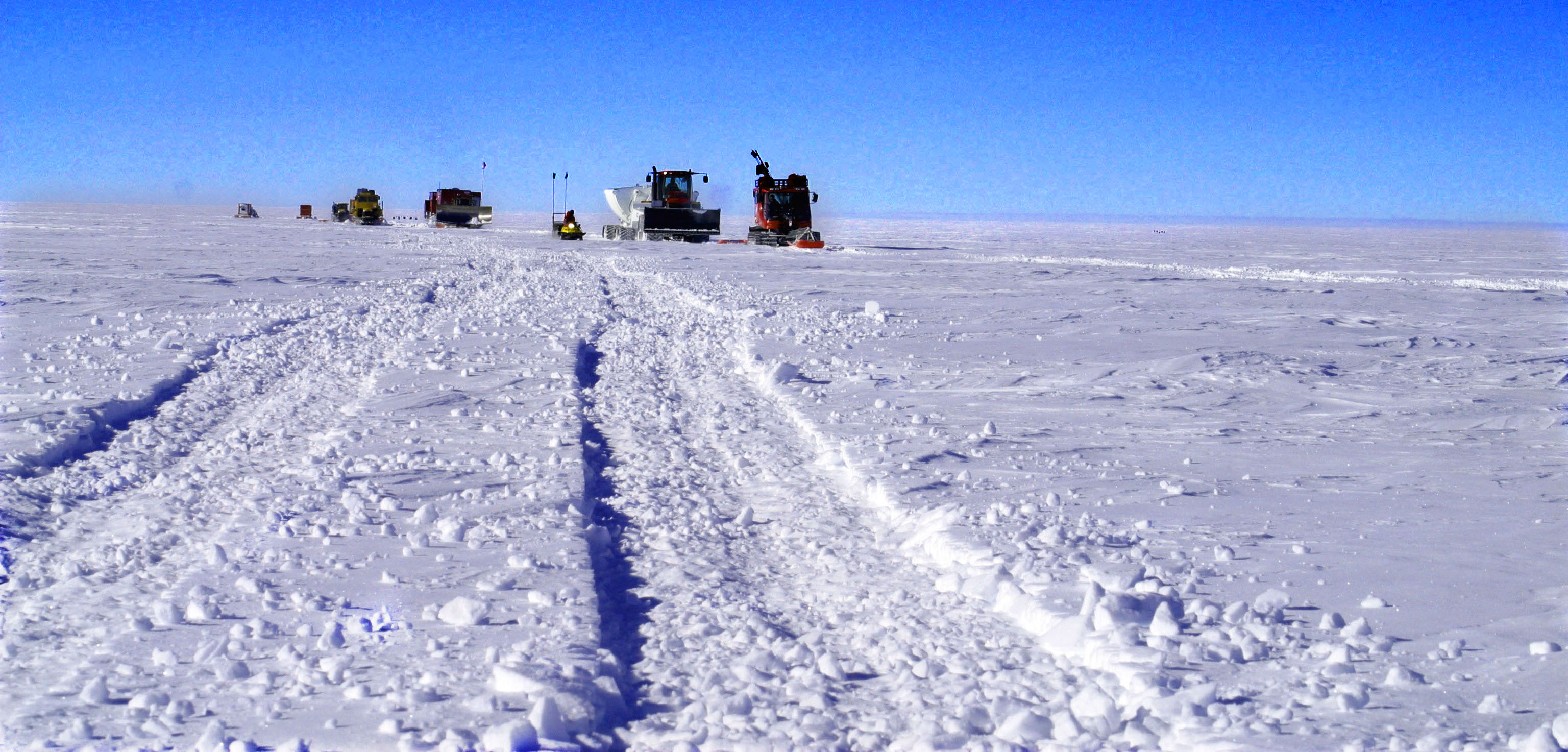
Caravana con cargas sobre la ruta de hielo a principios de 2006.

El proyecto fue financiado por la Fundación Nacional para la Ciencia (NSF) para proporcionar un método de suministro a la estación del Polo Sur a menor costo y potencialmente más confiable. El mal clima en McMurdo en algunos veranos ha reducido el número total de vuelos de abastecimiento, suministros para la construcción y equipamiento científico al Polo Sur. Además, la travesía ahorra un estimado de 40 vuelos y reduce la huella de carbono por el uso de los aviones. Después de un paréntesis de un año, la ruta fue reocupada durante la temporada 2007-2008 luego de un extenso trabajo que completó la primera travesía operacional en 2008-2009.
La ruta también facilita el movimiento de equipos pesados necesarios para implementar los propósitos del South Pole Connectivity Program, un planeado enlace de fibra óptica entre la Base del Polo Sur y la franco italiana Base Concordia localizada en el domo C en el borde de la meseta Antártica. Concordia tiene acceso durante las 24 horas a satélites geosincrónicos. Tales satélites no pueden ser usados en los polos debido a que allí siempre están por debajo del horizonte. El Polo Sur ahora utiliza unos pocos y viejos satélites de bajo ancho de banda que se aventuran suficientemente al sur del ecuador como para ser utilizables durante varias horas al día. Esos satélites está cerca del final de su vida útil. Una nueva vía a McMurdo podría proporcionar una ruta alternativa para mantener regularmente el vínculo, pero, las opiniones varían en cuanto a la idoneidad de la zona de fricción para mantener un largo cable. También es posible que la NSF elija implementar varios satélites especiales en órbita polar para sus propósitos.
El 7 de febrero de 2006 la NSF declaró que 100 toneladas métricas de carga habían sido exitosamente llevadas por tierra a la base del Polo Sur en una prueba de concepto de la carretera.
En febrero de 2013 Maria Leijerstam pedaleó un triciclo reclinado tipo fatbike a lo largo de la carretera al Polo Sur, un hecho reconocido por el Libro Guinness de los récords como la primera persona en arribar al Polo Sur en bicicleta.